# Кенотаф
Кенотаф је симболичан гроб или споменик подигнут у помен покојника чије се тело налази другде. Реч „кенотаф“ грчког је порекла (кенос – празан и тафос – гроб). Иако се кенотафи обично подижу у част појединаца, има и оних који су подигнути у сећање на групе појединаца, попут изгубљених или страдалих војника неке државе на непознатим локацијама.
Изградња кенотафа била је уобичајена у прошлости, посебно у древном Египту, античкој Грчкој и широм северне Европе (неолитичке громиле).
Неки од познатијих кенотафа данас су кенотафи у Хонгконгу, Куала Лумпуру, Сингапуру и Коломбу посвећени погинулим војницима у Првом светском рату, спомен-кенотаф жртвама атомске бомбе у Хирошими, кенотаф у улици Вајтхол у Лондону у част свих британских војника изгинулима у свим ратовима, споменик Џону Кенедију у Даласу и остали.
На просторима бивше Југославије, кенотафи су посебно присутни у већини споменичких целина које је остварио архитекта Богдан Богдановић.